# Kabakçı Mustafa
Kabakçı Mustafa (1770-1808) est un chef rebelle conservateur qui participe aux dépositions ottomanes de 1807-1808.

## Yamaks et Kabakçı
Les Yamaks étaient une classe spéciale de soldats qui étaient responsables de la défense du Bosphore 
contre les pirates cosaques venus d'Ukraine. Contrairement aux Janissaires, ils étaient issus 
de la région de la mer Noire et non un produit du devchirmé. Cependant ils se considéraient à un 
niveau de prestige égal à ces derniers. Kabakçı Mustafa était un sergent des yamaks, en poste au 
château de Rumeli Feneri, sur la rive européenne du Bosphore. Il était originaire de Rize, et avait 
probablement 35 ans en 1807. Selon une légende, avant de devenir yamak, il aurait combattu les 
Russes au port criméen d'Anapa, ce qui lui aurait valu cette épithète de Kabakçı, qui signifie 
leader. Mise à pat cela, nous ne connaissons rien de ses origines, il apparaissait toujours avec les noms 
de ses parents, Mustafa d'Of et Mustafa de Pazar (Rize).

## Contexte
Le sultan réformateur Selim III (qui régna de 1789-1807) fut influencé par la 
Révolution française qui lui fit prendre conscience de la nécessité de moderniser et occidentaliser 
l'Empire. Son programme est connu sous le nom de Nizam-ı Cedid ("Le Nouvel Ordre"). Cependant, ses 
efforts rencontrèrent la critique des réactionnaires et conservateurs. Les Janissaires furent effrayés 
d'êtres formés dans le style européen, et les personnalités religieuses lancèrent qu'il s'agissait de 
méthodes non-musulmanes opposées aux institutions médiévales. Les citadins de la classe moyenne se sont 
également opposés à ces réformes à cause des nouveaux impôts levés pour financer le programme du sultan, 
mais aussi limiter les déficits liés à la corruption générale régnant au sein de la Sublime Porte.

## Le début de la rébellion
Le 25 mai 1807 Raif Mehmet, le Ministre chargé du Bosphore, essaya de convaincre les yamaks de porter 
un nouvel uniforme. Il était clair que l'objectif suivant était de former les soldats selon les dogmes 
militaires européens. Mais les yamaks refusèrent de les porter et tuèrent Raif Mehmet. Cet incident est 
souvent considéré comme le début de cette révolte. Les yamaks se mirent en marche vers Constantinople, 
la capitale de l'Empire, située à 30 kilomètres de leur lieu de poste. À la fin du premier jour ils 
décidèrent d'élire un meneur, ce fut Kabakçı Mustafa. 
Köse Musa, un membre de la Porte, dont le titre correspondait à celui de Ministre de l'Intérieur, refusa 
d'utiliser les troupes modernes contre les yamaks qu'il sous-estima, et fut approuvé par Selim III, 
resté passif. Quelques jours après, Köse Musa prit parti pour les rebelles, qui avaient significativement 
grossi  leurs rangs, auxquels il fallait ajouter les Janissaires et citadins conservateurs restés dans la 
capitale.

## Kabakçı Mustafa comme dirigeant de facto de l'Empire
En deux jours Kabakçı atteignit la capitale, Constantinople, et la gouverna de facto. En réalité, 
Kabakçı était sous l'influence de Köse Musa et du Cheikh al-Islam Topal Ataullah. Il établit une cour 
et lista onze dignitaires de haut rang partisans des Nizam-ı Cedid. Le Sultan Selim III se
résigna à abdiquer en faveur de son fils Moustapha IV le 29 mai 1807 à la suite d'une fatwa d'Ataullah.

## Durant le règne de Moustapha IV
Le nouveau sultan nomma Kabakçı comme nouveau Ministre du Bosphore. Il retourna à sa base, mais ses 
quartiers étaient toujours près d'Istanbul où il était de facto le dirigeant. Cette période est l'une 
des plus chaotiques de l'histoire de la ville, les Janissaires et les yamaks pillèrent alors la cité. 
Même Kabakçı n'arrivait plus à maintenir l'ordre face à l'anarchie, cette situation perdura pendant encore 
quatorze mois.
Mustapha Beiraktar, un notable de Roussé, fut un partisan convaincu des réformes de Selim III, 
il décida d'user de son pouvoir pour remettre sur le trône Selim et mettre un terme au chaos. Mais avant 
d'intervenir il envoya un contingent de cinquante hommes sous le commandement de Uzun Hacı Ali dans les 
quartiers de Kabakçı. Le même jour, le 13 juillet 1808, Kabakçı s'était marié, après une nuit de fête, il 
était facile pour l'escadron de faire un raid dans sa base et de le tuer. Peu de temps après son décès 
Beiraktar marcha sur Istanbul et soumit les yamaks.

## Conséquence
Moustapha IV fut déposé, mais, comme précaution de dernière minute, il ordonna l’exécution de Sélim et de son frère Mahmoud, afin d'être le seul prétendant masculin de la Maison d'Osman. Malheureusement pour lui, contrairement au malchanceux Sélim qui fut tué, Mahmoud réussit à survivre et fut intronisé comme sultan sous le nom dynastique de Mahmoud II.